# Banjara
Banjara – wieś w Gwinei Bissau, w regionie Oio.